# Tanytarsus psiloptera
Tanytarsus psiloptera är en tvåvingeart som först beskrevs av Jean-Jacques Kieffer 1911.  Tanytarsus psiloptera ingår i släktet Tanytarsus och familjen fjädermyggor.
Artens utbredningsområde är Tyskland. Inga underarter finns listade i Catalogue of Life.